# Anzin
Anzin (flämisch: Ansingen) ist eine französische Gemeinde mit 13.417 Einwohnern (Stand: 1. Januar 2022) im Département Nord in der Region Hauts-de-France. Sie gehört zum Arrondissement Valenciennes und zum Kanton Anzin.

## Geografie
Anzin ist als Vorort von Valenciennes eine ehemalige Bergbaustadt an der kanalisierten Schelde am Rande des Hainauts. Umgeben wird Anzin im Osten und Süden von Valenciennes. Im Westen liegen die Gemeinden Petite-Forêt und Raismes, im Nordwesten und Norden Beuvrages sowie im Norden und Nordosten Bruay-sur-l’Escaut.

## Geschichte
Funde aus der Bronzezeit deuten auf eine frühe, prähistorische Besiedlung hin. Mit dem gallischen Krieg kamen die Römer in die Gegend. Reste eines Isistempels wurden auf den Hügeln bei Anzin gefunden, dessen Zerstörung auf die Zeit des Kaisers Valentinian I. (um 369) datiert werden kann.
Das heutige Anzin wird als Anzinium 877 erwähnt. Mit der Eroberung durch die Normannen wird die Schelde zum Grenzfluss zum Heiligen Römischen Reich.
Bei der Schlacht von Valenciennes 1566/67 (Auftakt des Achtzigjährigen Krieges) sammelten sich die spanischen Truppen auf den Hügeln von Anzin.
Ab dem 18. Jahrhundert wurde der Kohleabbau zum wichtigen Industriezweig.
Mit dem industriellen Niedergang in der früheren Kohleregion erlebte die Stadt seit den 1960er Jahren einen Niedergang.

## Sport
Ein Fußballklub aus Anzin fusionierte 1916 mit dem einem Verein aus der Nachbarstadt Valenciennes zur Union Sportive Valenciennes-Anzin. Dieser Verein spielte immer wieder einmal für kurze Zeit in der ersten französischen Liga und wurde 1993 europaweit ein Begriff durch die Bestechungs-"Affaire OM-VA", um Bernard Tapie, die Olympique Marseille die Meisterschaft und die Zukunft kostete.

## Trivia
Der Bergarbeiter-Streik von Anzin im Jahre 1884 diente dem Journalisten und Romancier Emile Zola als Vorlage für sein Bergarbeiter-Epos "Germinal".

Steinkohlebergbau-Tradition in Anzin
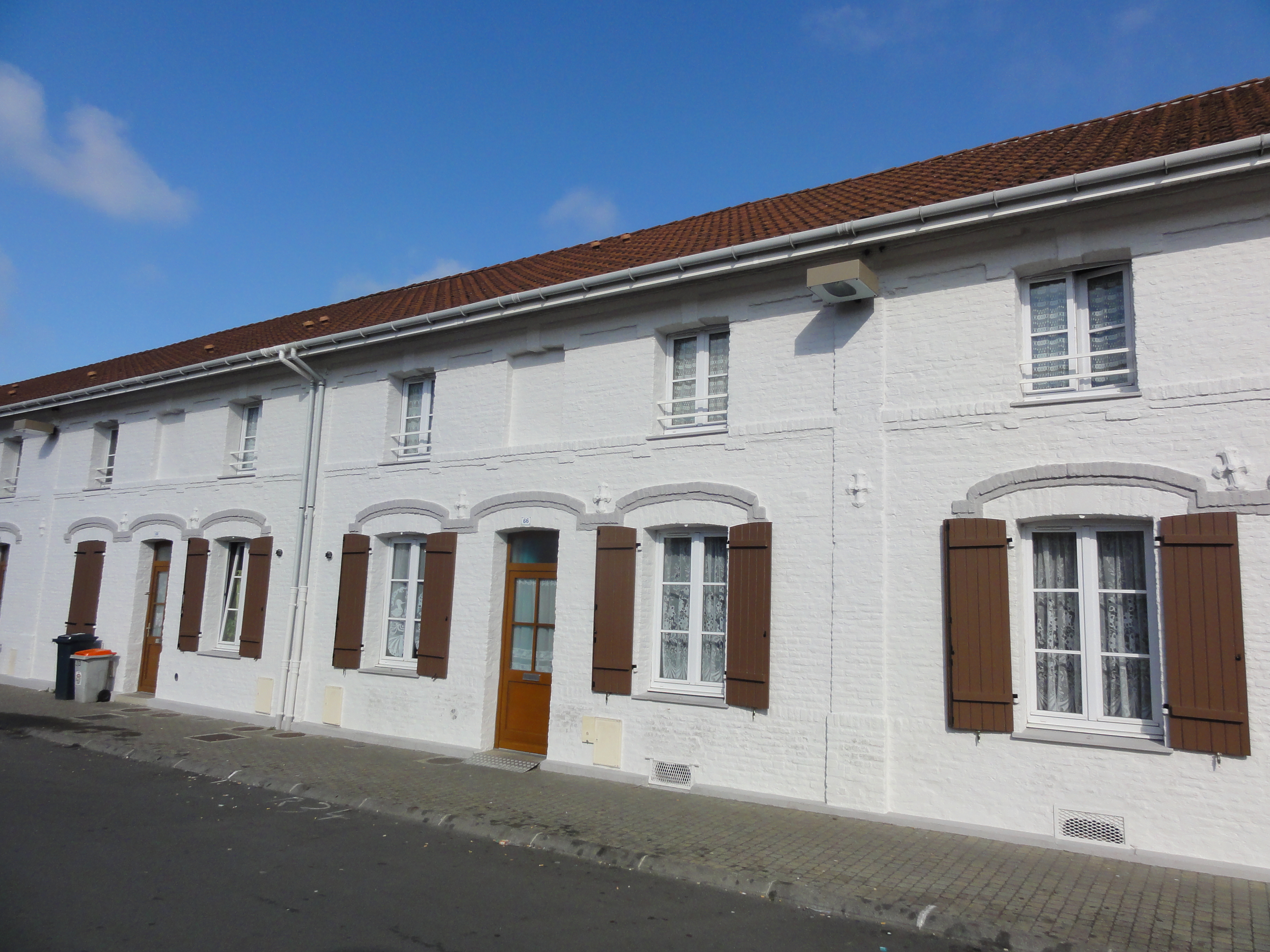
Alte Bergbausiedlung Cité des 120
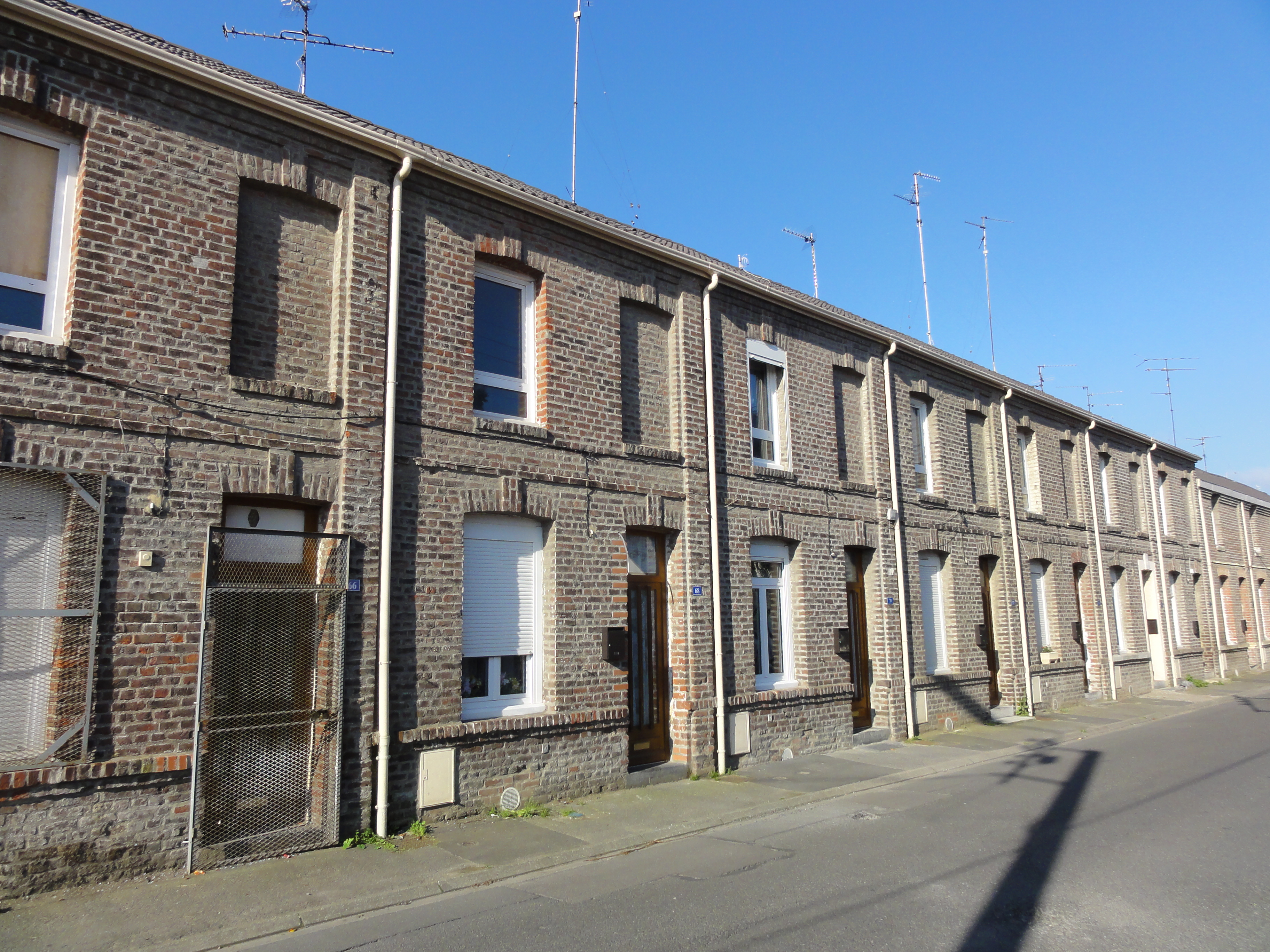
Alte Bergarbeitersiedlung Cité de la fosse Bleuse Borne
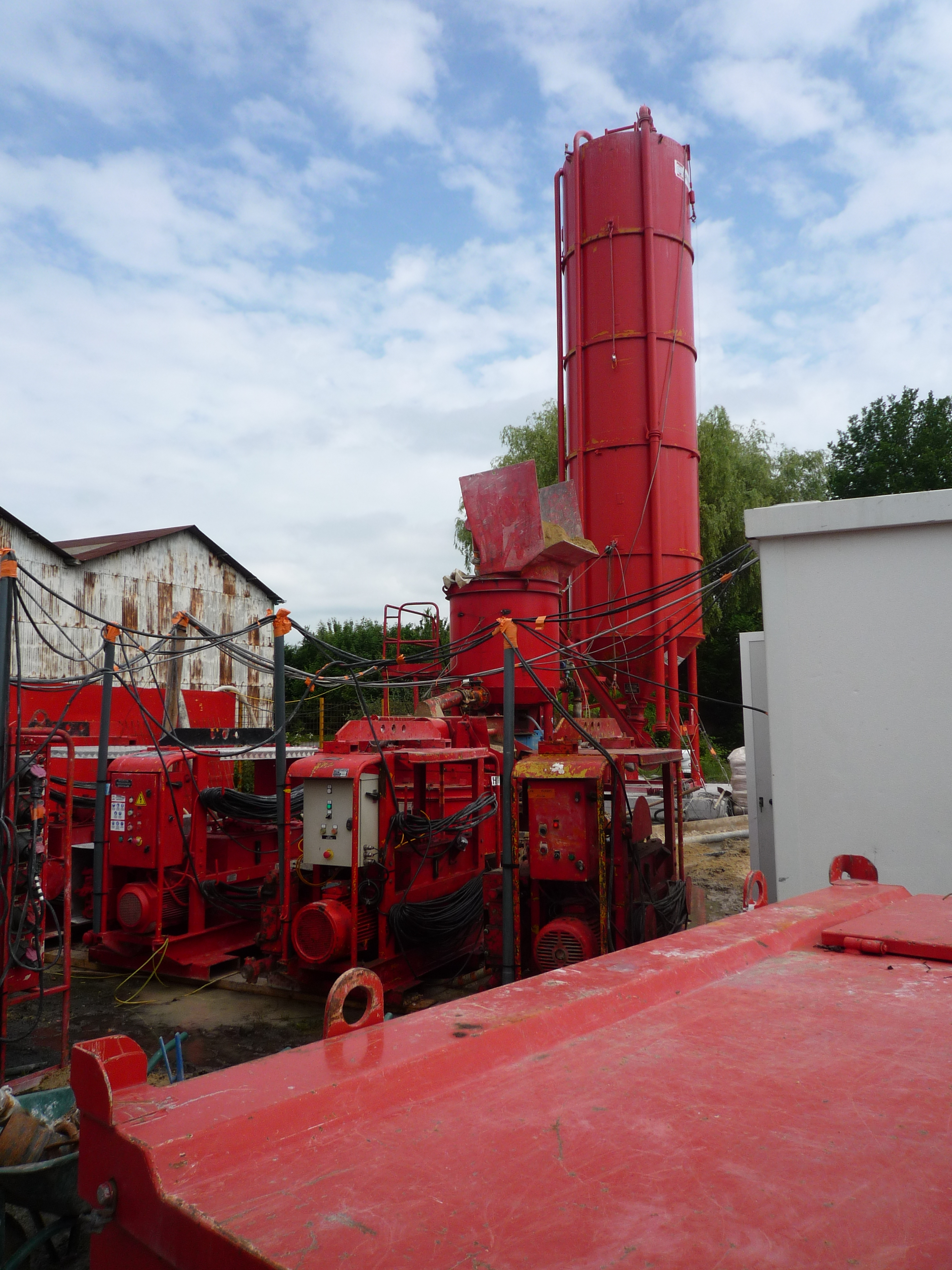
Füllstation für die ausgekohlten Hohlräume
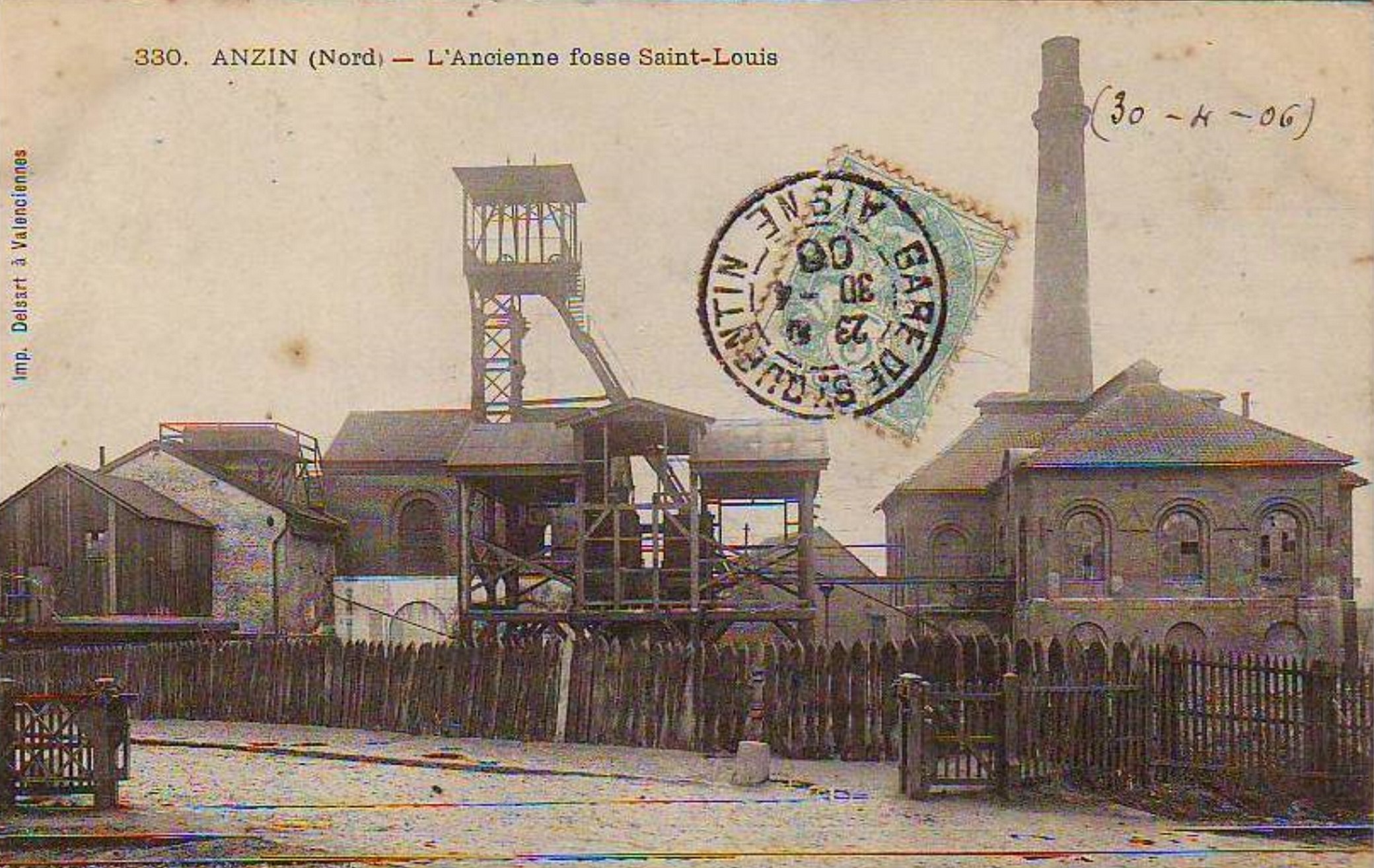
Alte Postkarte der Zeche Sint-Louis
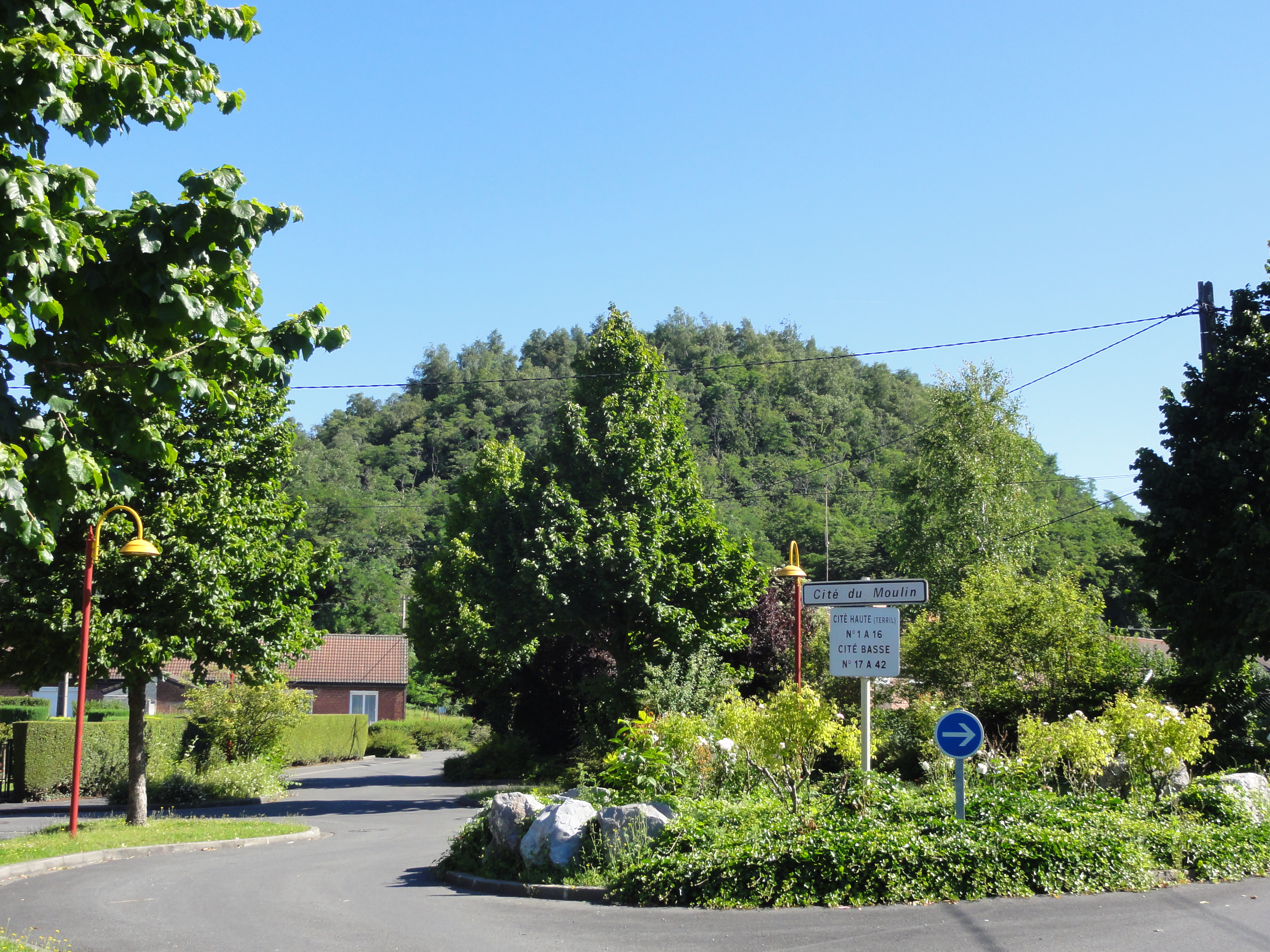
Zugewachsene Abraumhalde Nr. 189

## Bevölkerungsentwicklung
| Jahr                       | 1962   | 1968   | 1975   | 1982   | 1990   | 1999   | 2006   | 2011   | 2020   |
| Einwohner                  | 16.275 | 15.634 | 14.866 | 14.602 | 14.064 | 14.052 | 14.051 | 13.479 | 13.195 |
| Quellen: Cassini und INSEE |        |        |        |        |        |        |        |        |        |

## Sehenswürdigkeiten
- Kirche Sainte-Barbe
- Theater, erbaut 1934
- Hôtel de Ville, erbaut 1874
- Schloss Dampierre (Monument historique seit 2009 und Teil des Weltkulturerbes „Bergbaubecken von Nord-Pas-de-Calais“) mit Parc Mathieu

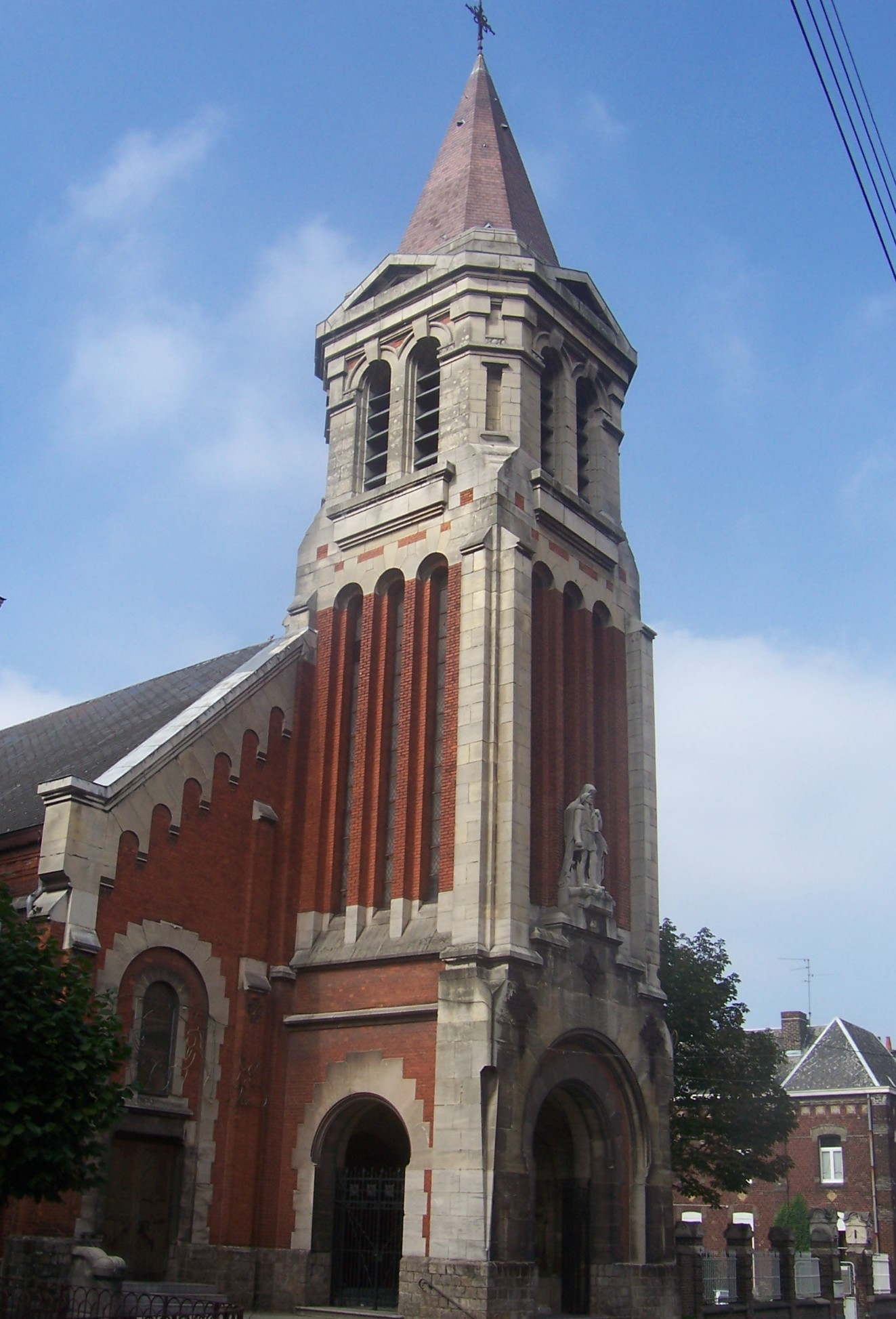
Kirche Sainte-Barbe
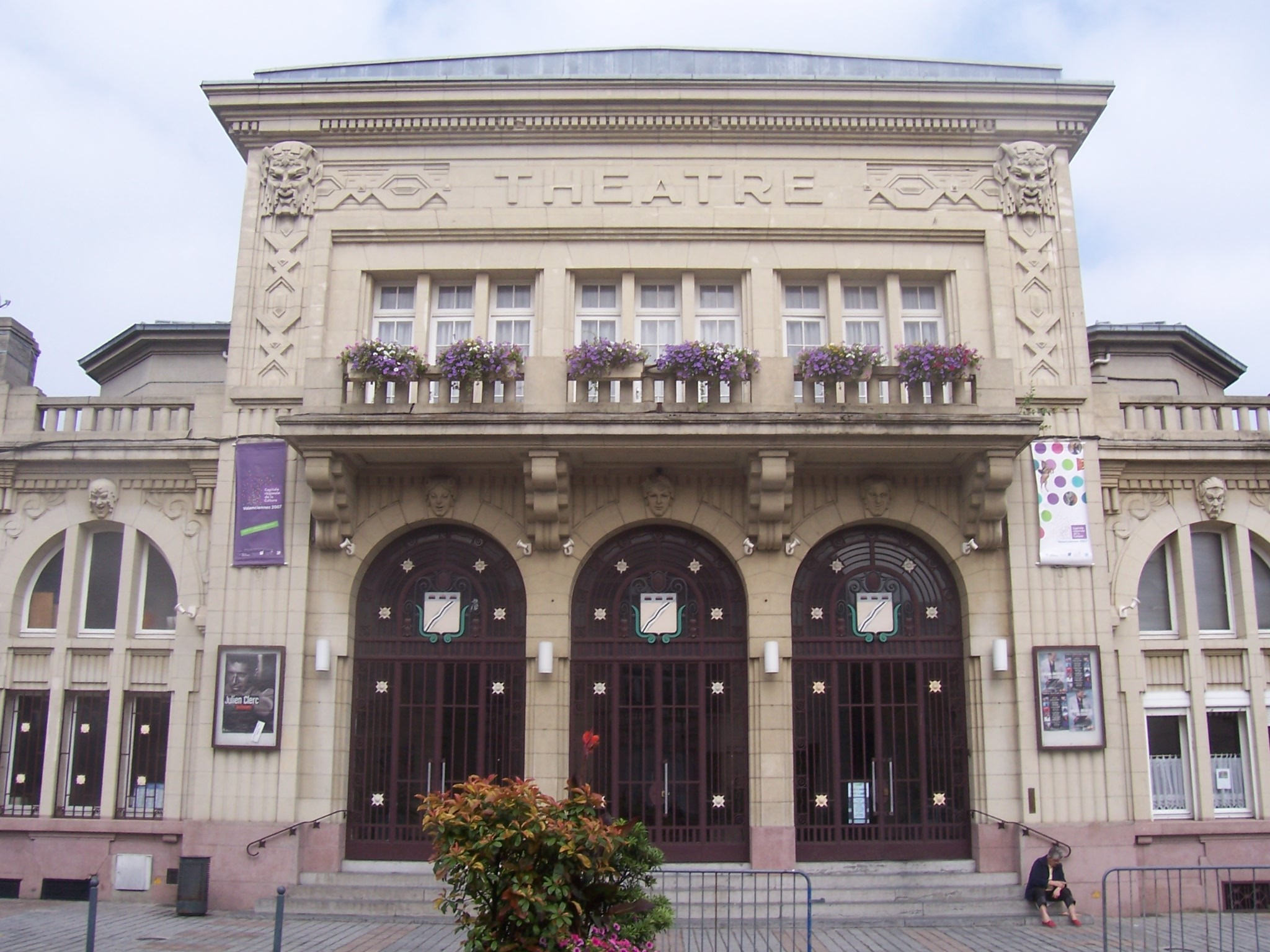
Theater von Anzin
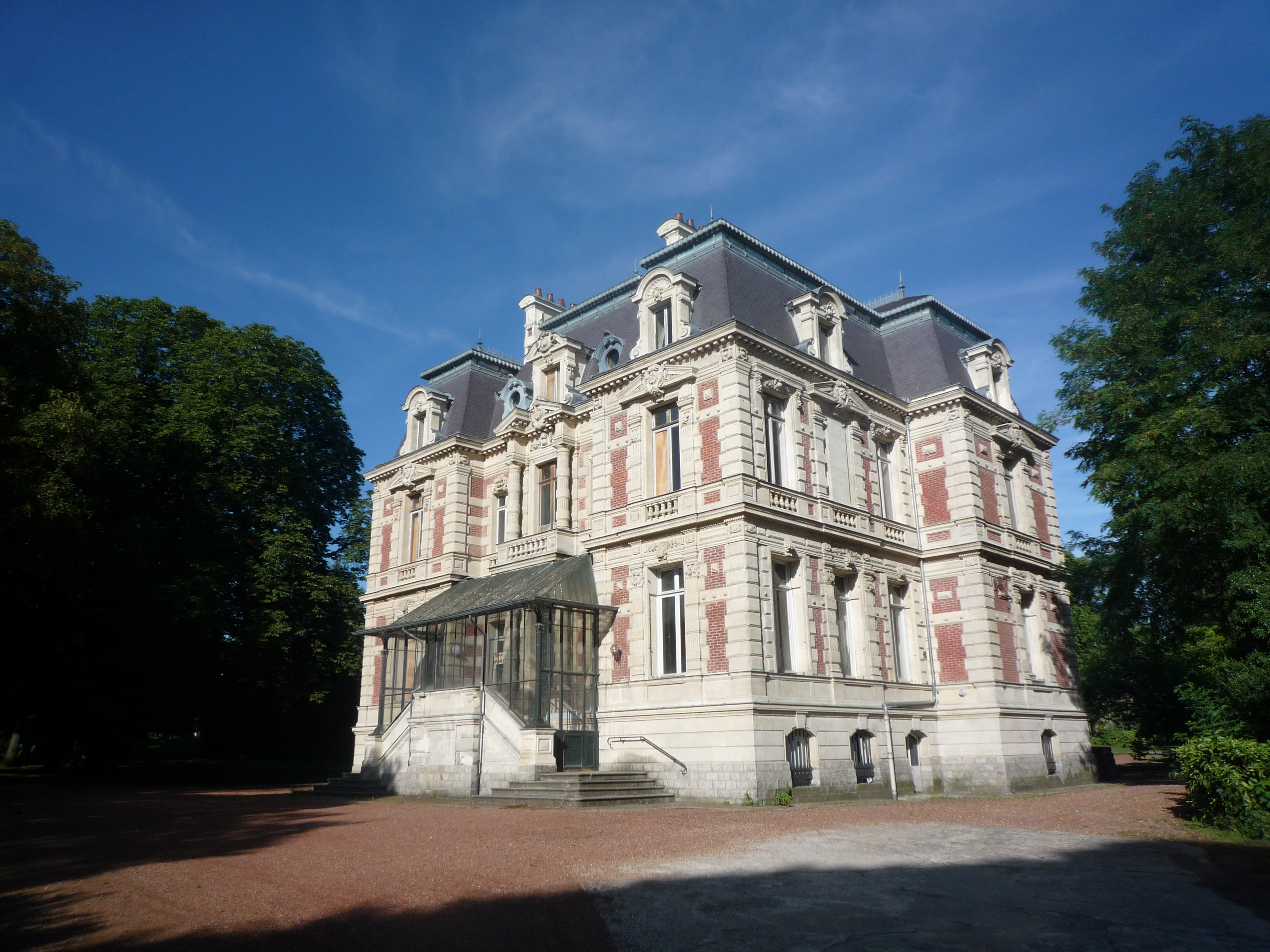
Schloss Dampierre in Anzin

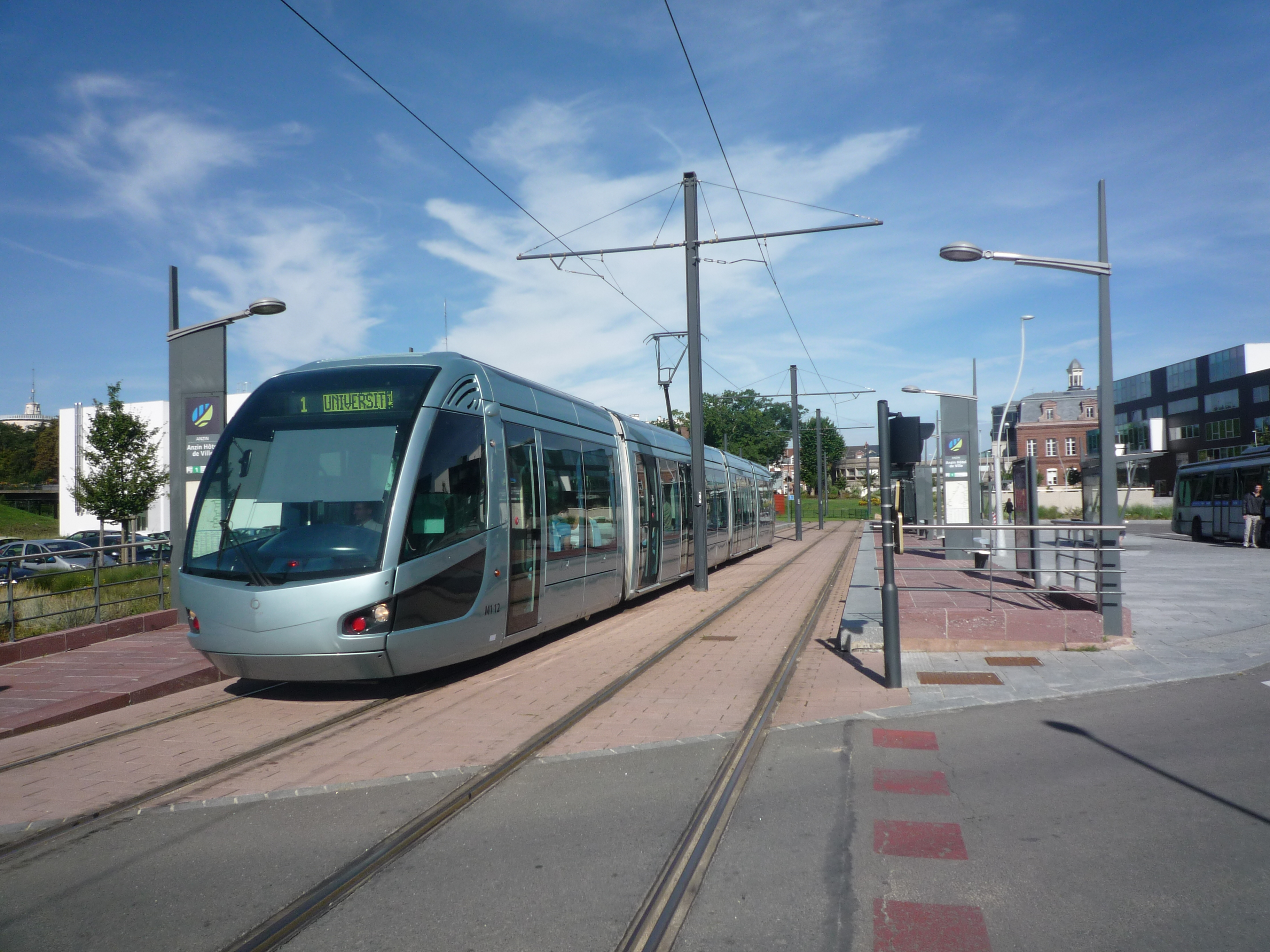
Straßenbahnstation in Anzin
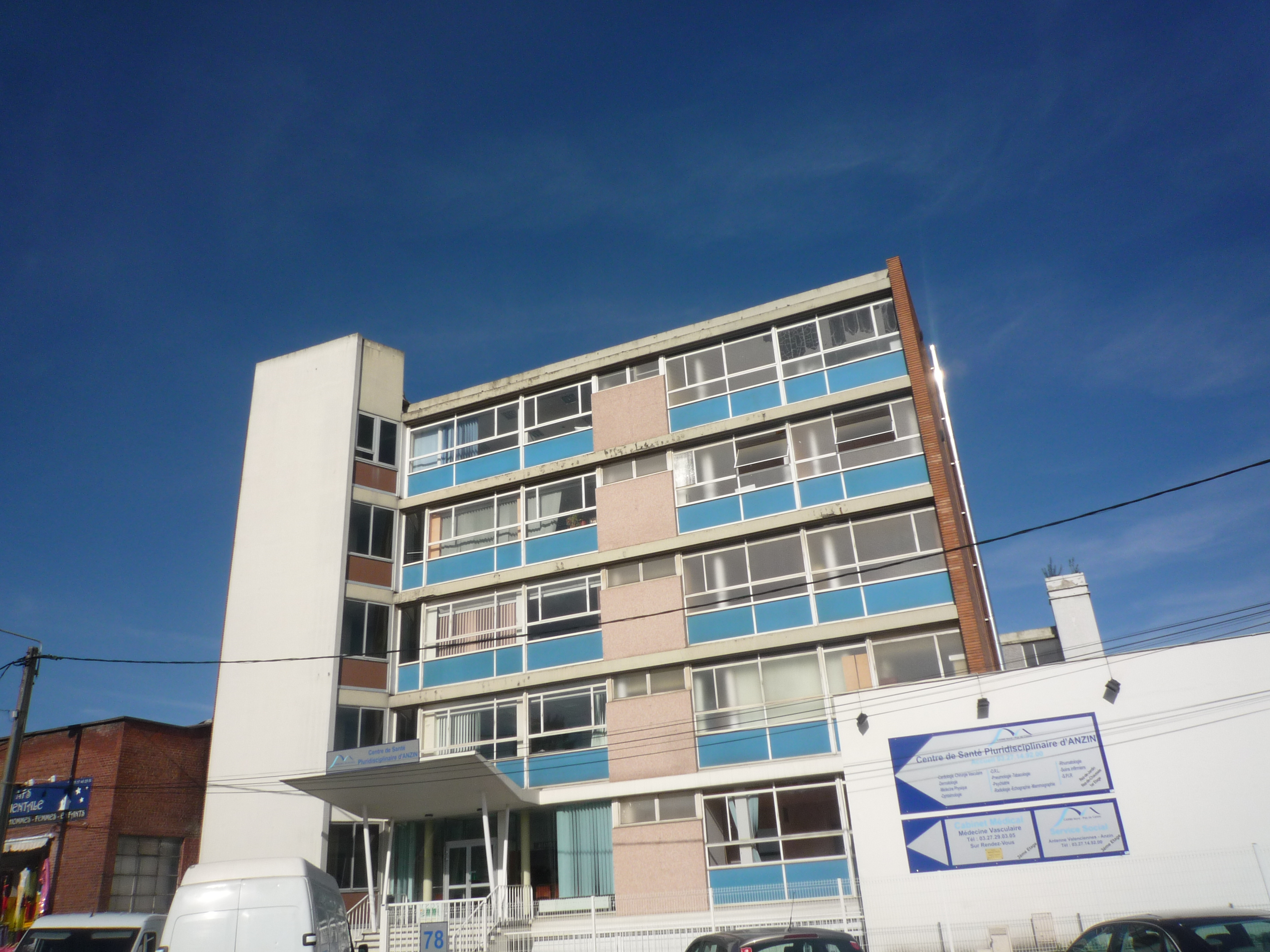
Gesundheitszentrum
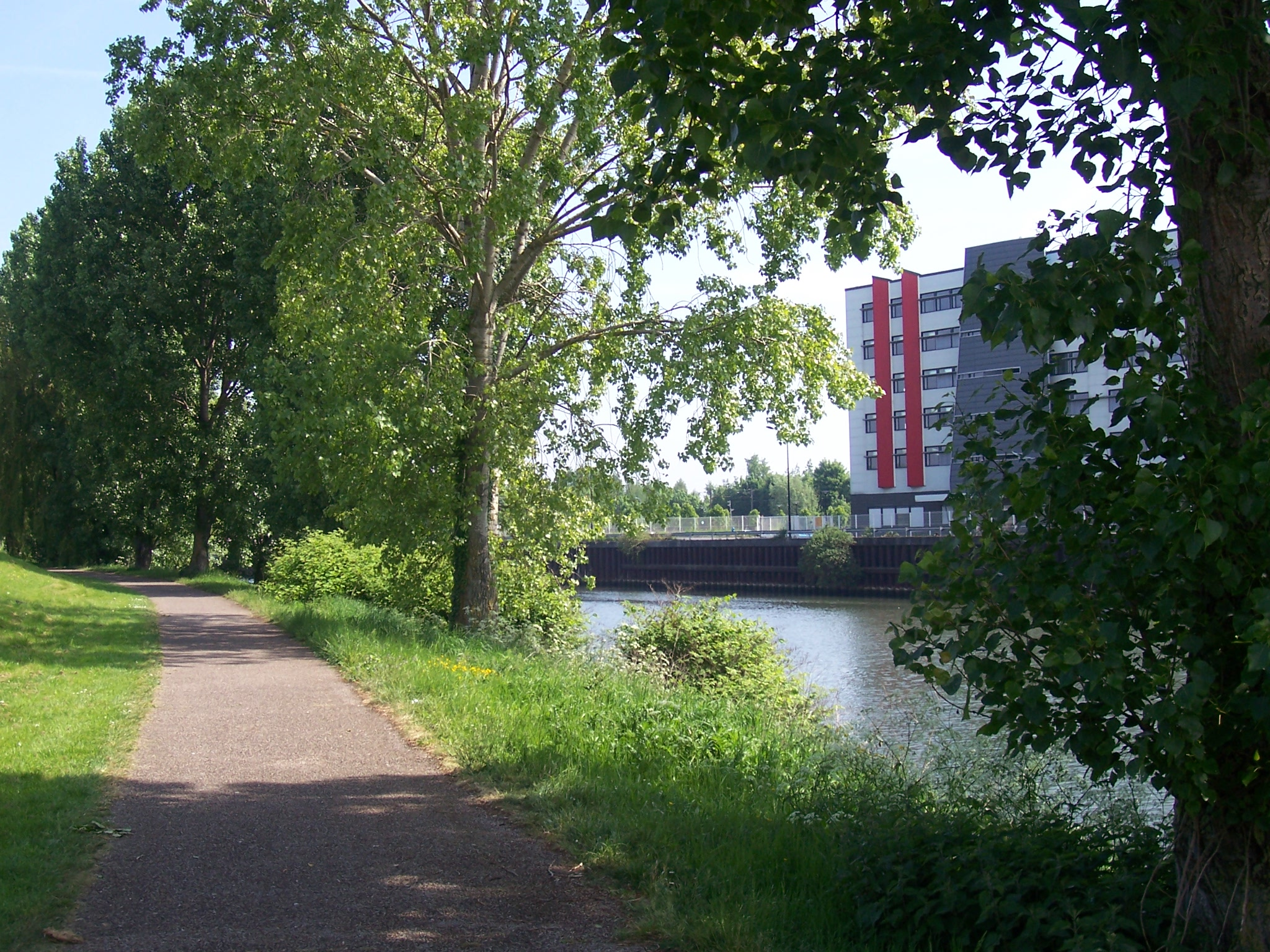
Kanalisierte Schelde in Anzin
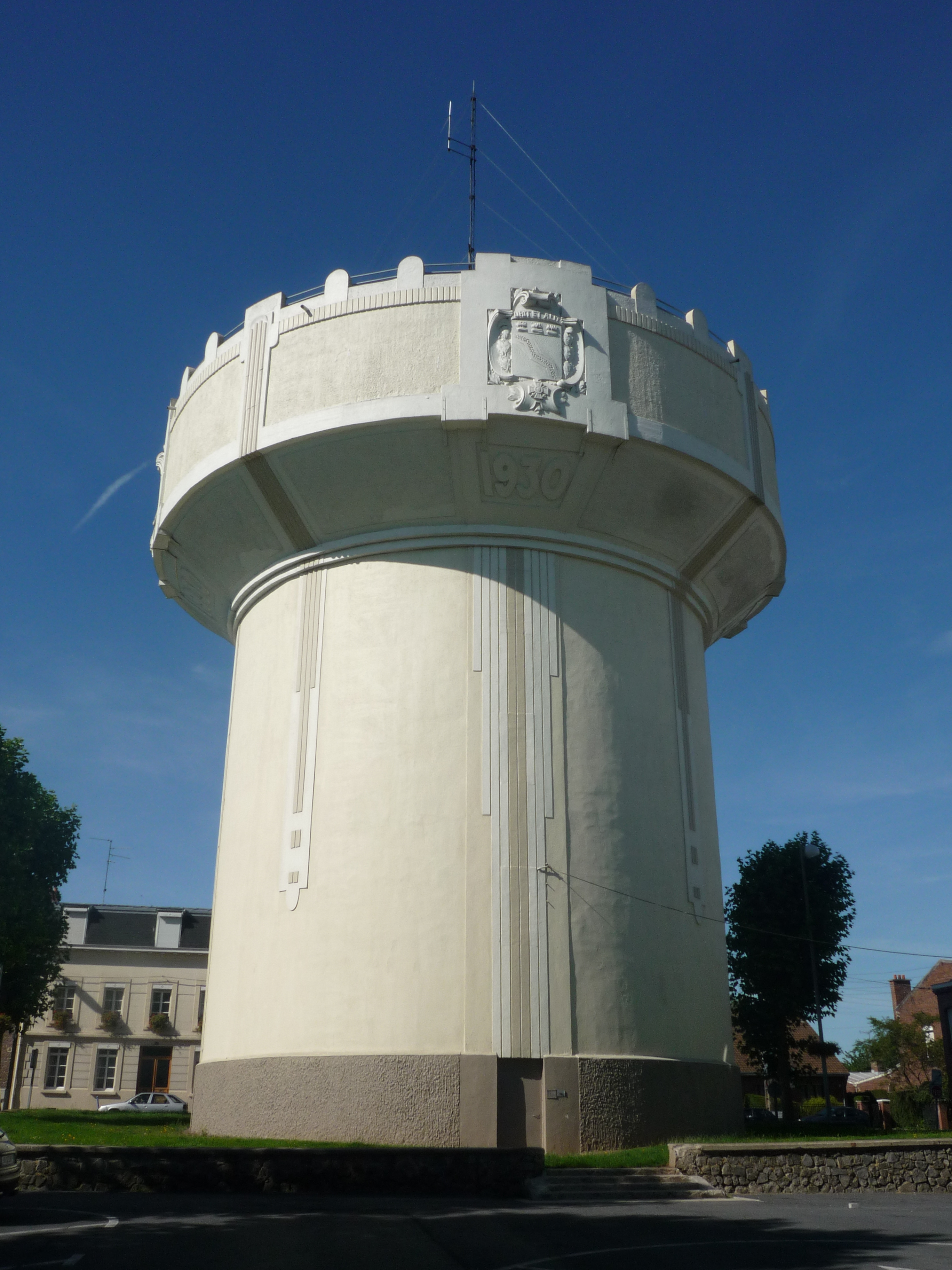
Einer der Wassertürme in Anzin
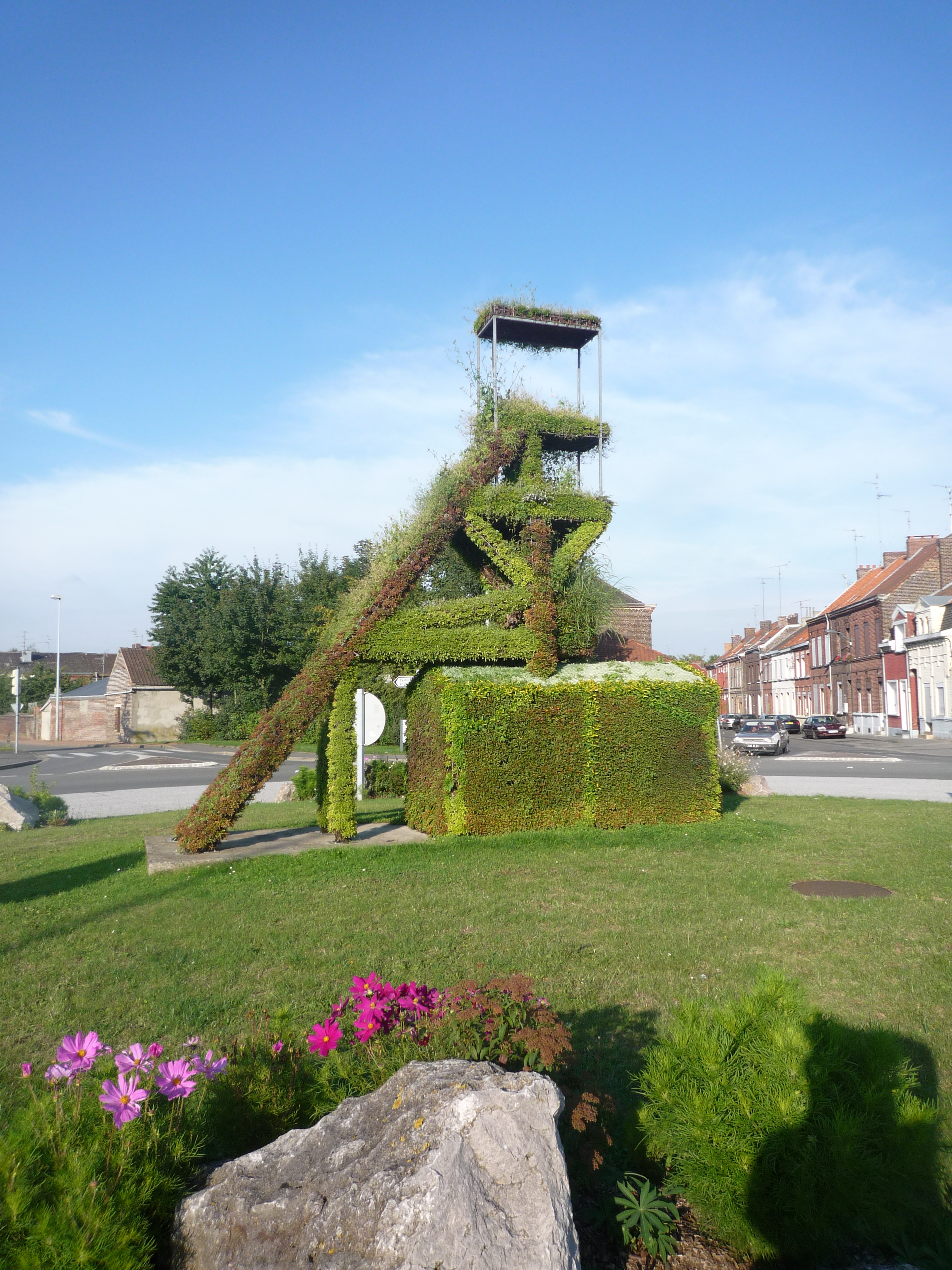
Replik eines alten Förderturmes
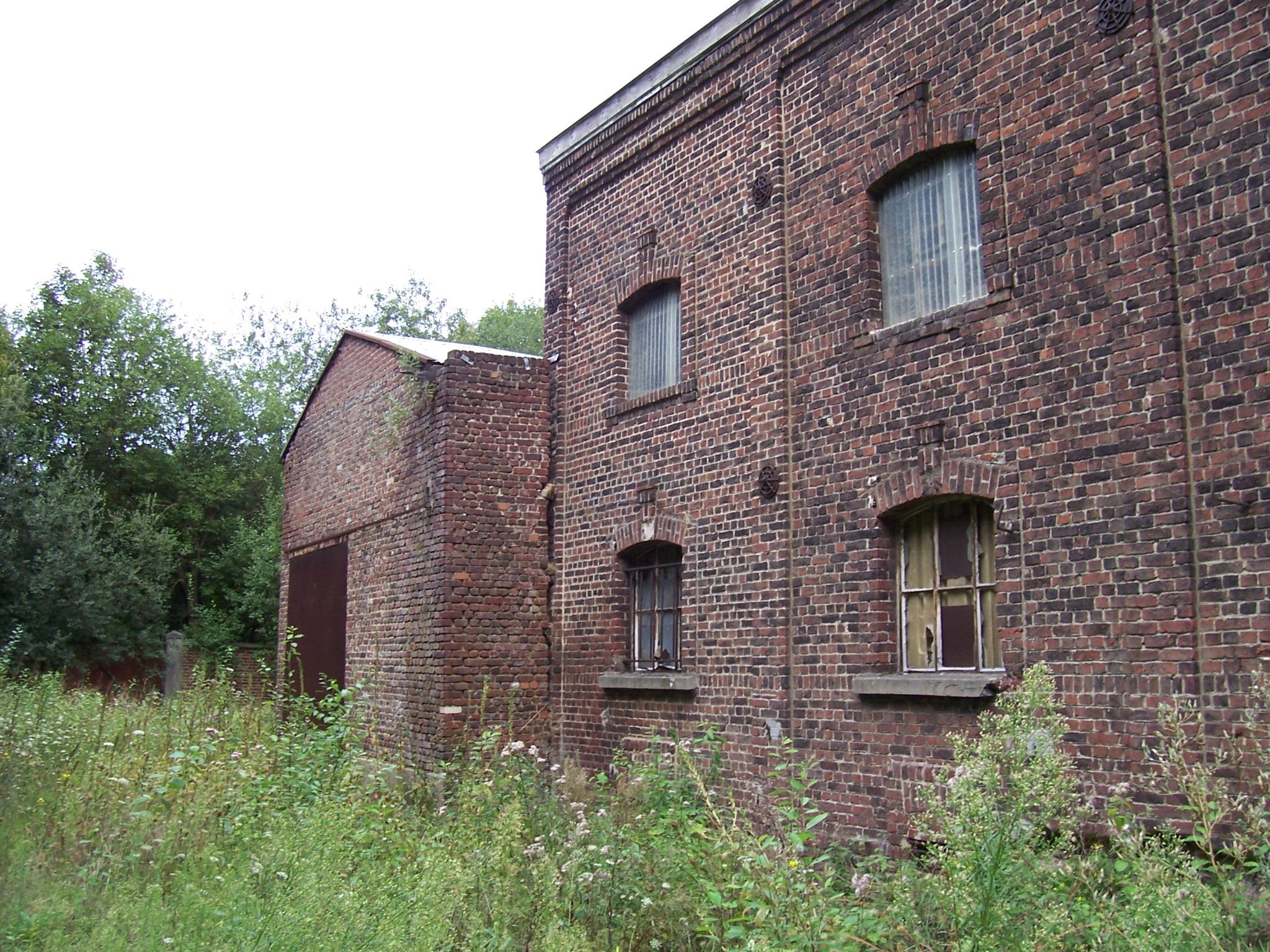
Ehemalige Brauerei Bouquet Dumont
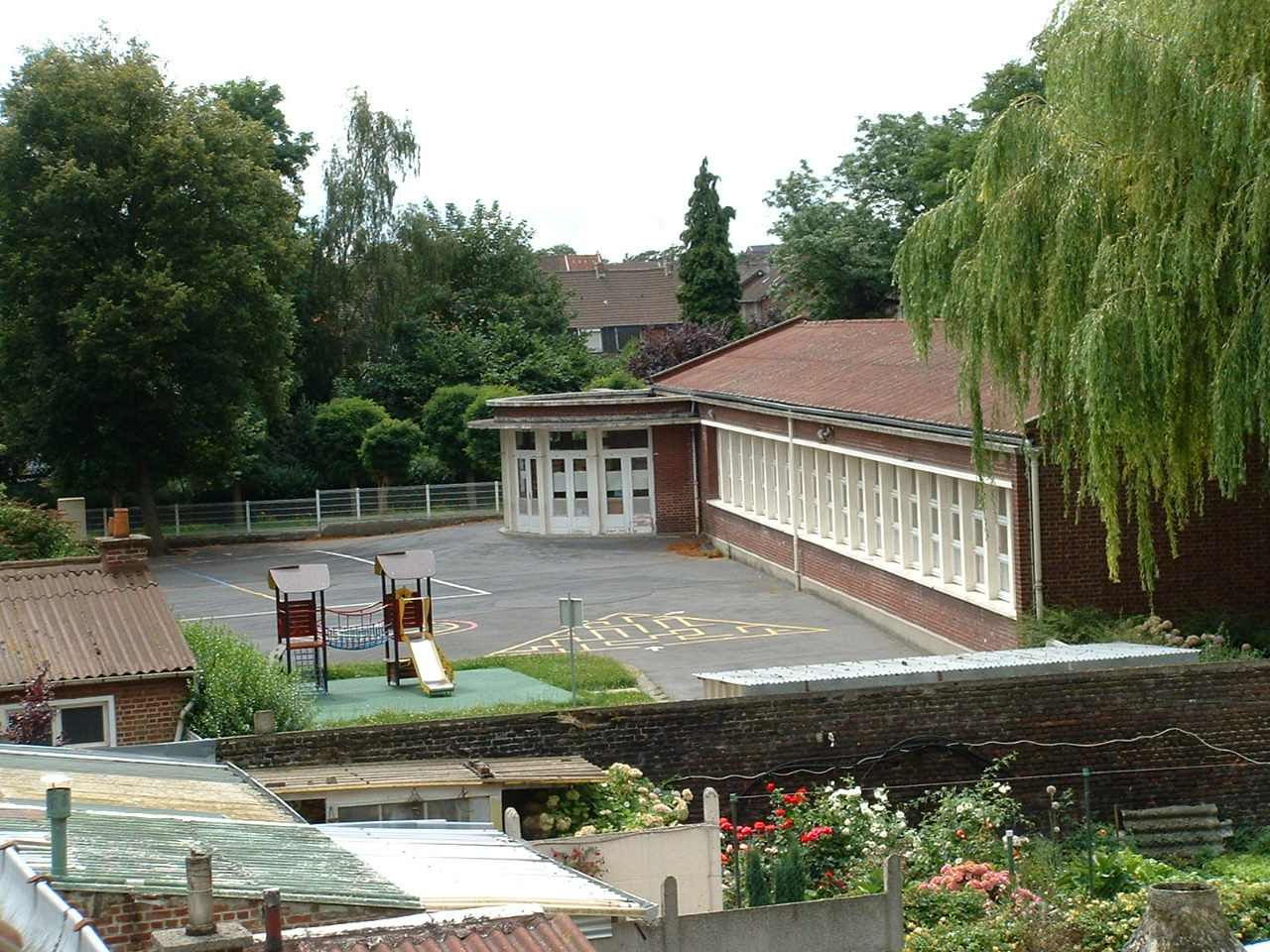
École maternelle
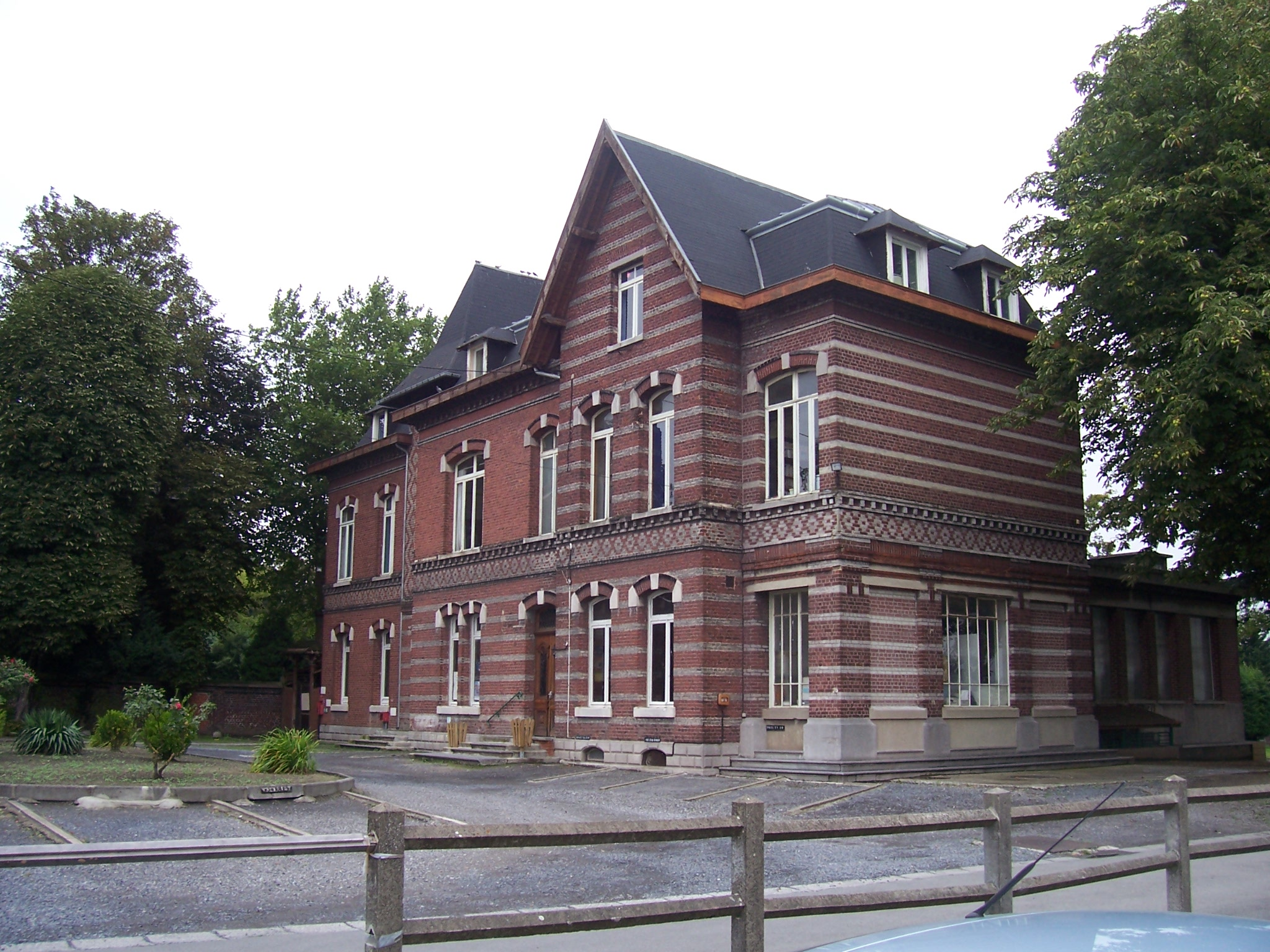
Ehemalige Direktorenvilla

## Persönlichkeiten
- Jean-Jacques Desandrouin (1681–1761), Unternehmer
- Émile Steffe (1889–1916), Turner
- Charles Dubois (1890–1968), Militär, Chef des Schweizer Nachrichtendienstes (vor 1936 und 1950–1960)
- Louis Thiétard (1910–1998), Radrennfahrer

## Gemeindepartnerschaft
- Boussu, Wallonien, Belgien, seit 1985